# Joe der Film
Joe der Film ist ein im Jahr 2022 gedrehter Comedy-Spielfilm von und mit dem Südtiroler Schauspieler Thomas Hochkofler. Die Komödie wurde im Mai 2022 in Südtirol gedreht. 
Am 23. September 2022 feierte der Film seine Premiere, im Oktober startete die Roadtour mit 20 Stationen und über 14.000 Zuschauer durch Südtirol. Ab November lief der Film in allen Kinos in Südtirol und erreichte lokale Zuschauerrekorde.

## Handlung
Zwei Mafiosi werden nach Südtirol geschickt, um auch das Land der blauen Schürzen, das als letzte italienische Region noch nicht vom Clan des mächtigen Paten „Zio Terenzio“ kontrolliert wird, zu übernehmen. Dafür bekommen Alfredo und Pasquale eine Tasche voller Geld in die Hand gedrückt. Diese Tasche macht sich aber auf geheimnisvolle Art und Weise selbstständig. Nicht ganz unschuldig daran ist Joe von Afing. Alfredo und Pasquale machen sich auf die Suche nach ihrer Tasche – die Verfolgungsjagd beginnt!

## Drehorte
Der Spielfilm wurde fast ausschließlich in Südtirol, genauer unter anderem in Partschins, St. Pankraz, Ulten, Brixen, Afing und die Strandszene in Grado gedreht. 